# Великая война (1409—1411)
Великая война 1409—1411 годов (пол. Wielka wojna; лит. Didysis karas, бел. Вялікая вайна, нем. Großer Krieg), полное название в польской историографии Великая война с орденом крестоносцев (пол. Wielka wojna z zakonem krzyżackim) — военный конфликт между рыцарями Тевтонского ордена, с одной стороны, и Великим княжеством Литовским в союзе с Королевством Польским, с другой. Возник из-за стремления Литвы вернуть Жемайтскую землю и агрессивной политики тевтонцев (стремившихся к захвату приграничных польско-литовских земель).

## Предыстория войны

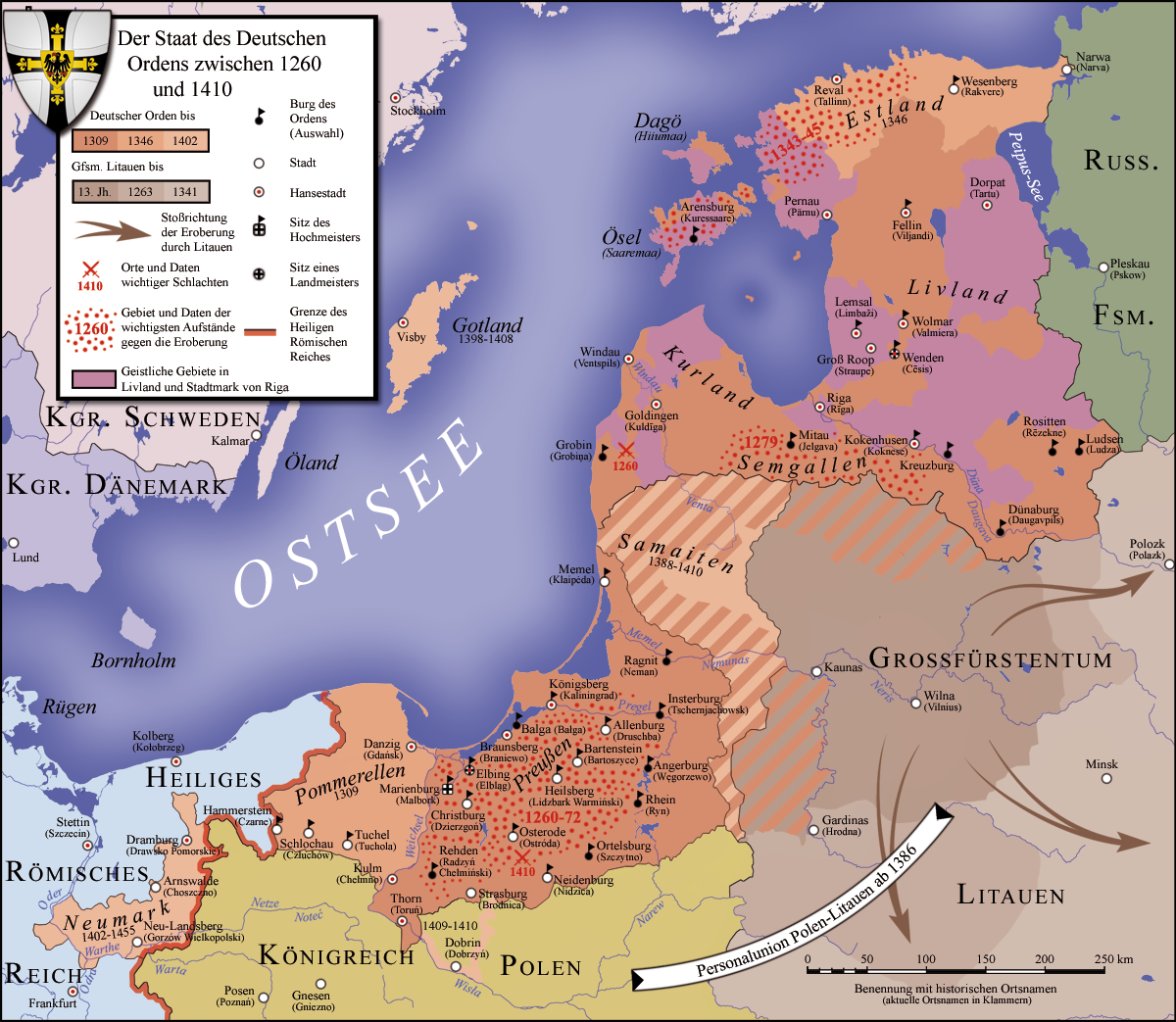
Экспансия Тевтонского ордена в 1260—1410

Этот конфликт являлся продолжением политики крестовых походов ордена в прибалтийских землях ещё со времён Миндовга. В XIV веке орден стремился к подчинению языческих земель, существенная часть которых всё ещё входила в состав Великого княжества Литовского и при этом не успела подвергнуться христианизации в сколь-либо значительной степени. В 1343 году по Калишскому миру, ставшему следствием прошедшей войны, Польша была вынуждена отдать Тевтонскому ордену Восточное Поморье, Михаловскую и Хелминскую земли. Во время гражданской войны 1381—1384 годов между двоюродными братьями Ягайло и Витовтом первый пообещал передать Ордену Жемайтию за поддержку в конфликте. Между тем, после занятия Ягайло польского престола по условиям Кревской унии 1385 года, а более всего после урегулирования отношений между Ягайло и Витовтом по Островскому соглашению 1392 года сложились условия для совместных действий Польши и Великого княжества Литовского против Тевтонского ордена.
Одной из главных причин новой войны стало желание Польши вернуть земли, утраченные по договору 1343 года, а Великого княжества Литовского — земли жемайтов, несколько раз поднимавших восстания против немцев в XIV и XV веках. В 1404 году в Рачёнже был подписан польско-тевтонский договор, по которому Жемайтия (Самогития) вновь перешла в руки Ордена. Литве остался только небольшой её кусок от Шашупе до Немана, кроме того, Литва была обязана не принимать к себе беглых жемайтов и поддерживать Орден в борьбе против его врагов, за что Орден должен был поспособствовать Литве в возвращении ранее утраченного Смоленска. Тем не менее, Жемайтия была готова восстать, а Литва — поддержать её. Кроме этого, спор шёл вокруг Добжинской земли и Данцига.
Свои претензии на регион князь Витовт обосновывал языковым родством с местным населением.

## Ход войны, 1409 год

Польша и Литва в 1386—1434

В мае 1409 года началось восстание в Жемайтии против крестоносцев. Жемайты напали на замок Христмемель и сожгли его. Литва поддержала это восстание, вследствие чего руководство Ордена заявило, что введёт в Жемайтию войска. Польша в ответ поддержала Великое княжество Литовское и заявила, что в случае ввода тевтонских войск в Жемайтию, введёт войска в Пруссию.
6 августа великий магистр ордена Ульрих фон Юнгинген объявил войну Польскому Королевству и Великому княжеству Литовскому. Грамота была доставлена польскому королю Ягайло 14 августа, и уже через день, 16 августа начались боевые действия. Рыцари немедленно вторглись в приграничные земли и заняли несколько польских и литовских укреплений. В ответ на это Ягайло объявил «всеобщее ополчение» («посполитое рушение») и по договорённости с Витовтом осенью 1409 года овладел крепостью Быдгощ. Обе стороны действовали нерешительно, поэтому вскоре было заключено перемирие. Заключили его Польша и Орден 8 октября, и оно должно было продлиться до 24 июня 1410 года. По условию перемирия обе стороны оставались на своих местах и не вмешивались в ход событий в Жемайтии. Впрочем, Литвы этот договор формально не касался.
Перемирие длилось недолго, и уже в начале зимы Тевтонский орден, Литва и Польша начали готовиться к новой войне. Магистр ордена фон Юнгинген заключил союз с королём Венгрии Сигизмундом Люксембургом, получив тем самым большую поддержку от западноевропейских феодальных государств. На службу также пришли иностранные наёмники, так что к началу 1410 года численность орденских войск составила около 60 тыс. воинов. В боях они использовали построение из 4-х линий, впереди находились наиболее опытные и лучше снаряжённые рыцари.
Польское войско состояло из феодалов, которые были обязаны прибыть на место сбора с оружием, конями и собственным отрядом, ополчения и небольших, но хорошо вооружённых отрядов наёмников. Отряды сводились в «хоругви», в каждую из которых входило более 500 человек.
Литва формировала войско по территориальному принципу, то есть каждое княжество представляло отряд. В составе литовского войска присутствовали чешские полки, которые вёл в будущем знаменитый вождь гуситов Ян Жижка, также свои отряды привели Новгородский и Мстиславльский князь Лугвений Ольгердович и татарский хан Джелал ад-Дин. Польские и литовские хоругви составляли каждая примерно по половине союзного войска. Боевой порядок польско-литовских войск в боях состоял из 3 линий: авангарда, принимавшего удар и нарушавшего строй противника, второй, наносившей по противнику основной удар, и резервной. Зимой 1409/10 годов состоялось совещание польско-литовских командующих в городе Берестье (после третьего раздела Польши — Брест-Литовске). По плану, утверждённому на этом совещании, необходимо было к лету 1410 года сосредоточить польские отряды в Вольборже, а литовские отвести к реке Нарев. Затем планировалось соединить полки и вести их на Мальборк (Мариенбург), являвшийся столицей ордена.

## Ход войны, 1410 год
К лету 1410 года и началу военных действий польская армия насчитывала 42 польских хоругви, 7 русских и 2 хоругви наёмников, литовская же — 40 хоругвей, 36 из которых были белорусские. Общая численность союзнической армии превысила 60 тыс. человек, тем самым превысив численность рыцарей (по другим данным, союзное войско насчитывало 16-17 тыс. чел., в том числе 3 тыс. татар, а войско ордена — 11 тыс. чел., в том числе 4 тыс. тяжеловооружённых всадников — рыцарей и сержантов, 3 тыс. оруженосцев и 4 тыс. арбалетчиков). 26 июня 1410 года войско под предводительством короля Владислава II Ягелло выступило из Вольборжа и спустя неделю соединилось с литовским войсками около города Червеня, после чего двинулись на Мариенбург.

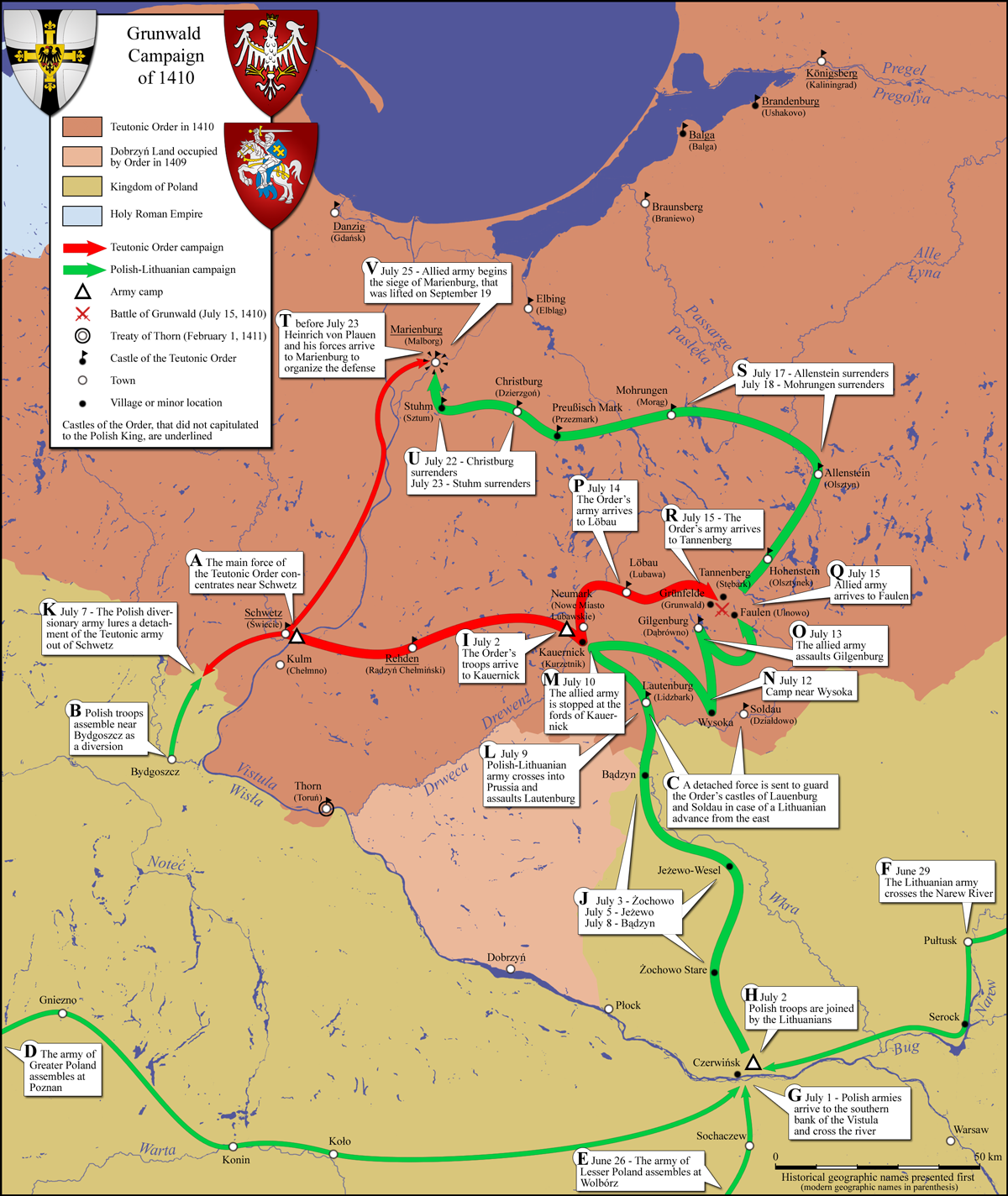
Грюнвальдская кампания 1410 года

9 июля союзники перешли границу ордена в Пруссии, заняв несколько важных пунктов. 10 июля они вышли к реке Дрвенца, близ Кауэрника (ныне — Куржентник). Именно после переправы через реку орденское командование намеревалось атаковать польско-литовские войска. Предугадав замысел соперника, Ягайло и Витовт отвели войска к городу Дзялдово (нём. Зольдау), чтобы двинуться в обход тевтонских укреплений. Фон Юнгинген перевел войска к Танненбергу, с целью не дать полякам продвинуться дальше во владения ордена.

### Грюнвальдская битва
К вечеру 14 июля польско-литовская армия подошла к месту сосредоточения сил противника, находившемуся между Танненбергом и Грюнвальдом. Именно там 15 июля 1410 года состоялось решающее сражение Великой войны.
Великий магистр, вычислив маршрут врага, первым прибыл сюда с войсками и принял меры для укрепления позиции, вырыв и замаскировав «волчьи ямы»-ловушки, расставив пушки, арбалетчиков и лучников. Оба войска выстроились напротив друг друга.
Перед началом боя войска союзников стали в три боевые линии. Каждая боевая линия, или гуф, состояла из 15—16 хоругвей. Польско-литовская армия расположилась восточнее Людвигсдорфа и Танненберга, польская тяжёлая кавалерия образовала левый фланг, литовская лёгкая кавалерия — правый, многие наёмники расположились по центру.
Войско крестоносцев расположилось в две боевые линии, третья линия осталась с магистром фон Юнгингеном в резерве. Тевтонские рыцари выставили против литовцев свою элитную тяжёлую кавалерию, расположив её возле посёлка Танненберг. Правое крыло располагалось напротив польского войска.
Ягайло не спешил начинать атаку и союзное войско ждало символической команды. Не дождавшись приказа Ягайло, Витовт сразу после того, как крестоносцы открыли огонь из бомбардировочных орудий, послал в наступление татарскую конницу, находившуюся на правом фланге, за ними пошла первая линия литовской армии, которая состояла из тяжёлых конных воинов. Примерно через час боёв маршал Фридрих фон Валленрод приказал своим рыцарям идти в контрнаступление. Литовцы начали отступать (есть мнение, что это отступление было спланированным стратегическим манёвром Витовта, заимствованным у Золотой Орды). Крестоносцы посчитали, что победа уже за ними и поэтому бросились в неорганизованную погоню за отступающими литовцами, растеряв при этом свой боевой порядок дабы захватить больше трофеев. Однако часть войск крестоносцев, погнавшихся за беглецами, была окружена и уничтожена у литовского стана — по приказу Витовта князь Лугвений Ольгердович с его хоругвями, находившимися неподалёку от правого фланга польской армии, должен был любыми средствами удержать свою позицию, чтобы прикрыть поляков от удара в бок и спину, и смоленские полки выполнили эту задачу, понеся значительные потери.
В это время началась крупная битва между польскими и тевтонскими силами. Казалось, что крестоносцы уже начинают получать тактическое преимущество, и даже в один из моментов великий коронный хорунжий Мартин из Вроцимовиц уронил краковскую хоругвь с изображением белого орла, однако она тут же была подхвачена вновь. Неожиданно покинули поле боя наёмники из Чехии и Моравии, и только после того, как королевский подканцлер Николай Тромба пристыдил их, воины вернулись на поле битвы.
Ягайло развернул свои резервные войска — вторую линию своей армии. У магистра Ордена в резерве находились ещё 16 хоругвей (примерно треть всех сил), и на пятом часу битвы, увидев, что литовцы отступают, он решил, что с ними (литовцами) все кончено, и повёл свой резерв в тыл полякам. Тут Ягайло ввёл в бой и свои последние силы — третью линию армии. Рукопашный бой дошёл даже до польского командования, однако начал наступать перелом.
Чтобы исправить ситуацию, Юнгинген ввёл в бой вторую линию тевтонской кавалерии, однако поляки также задействовали резерв, которым командовал Ягайло, а конница Витовта успешно вернулась на поле боя и нанесла сильный удар по левому флангу Ордена, который увяз в бою с пехотой и потерял маневренность. После гибели Юнгингена и отказа части тевтонских войск продолжать сражение, армия Ордена обратилась в бегство.
Погибло 205 орденских братьев, включая всех троих командующих. Полегло около трети тевтонской армии (ок. 8000 человек). Потери польско-литовского войска неизвестны. Грюнвальдская битва решила исход войны в пользу союзников.

### Осада Мариенбурга

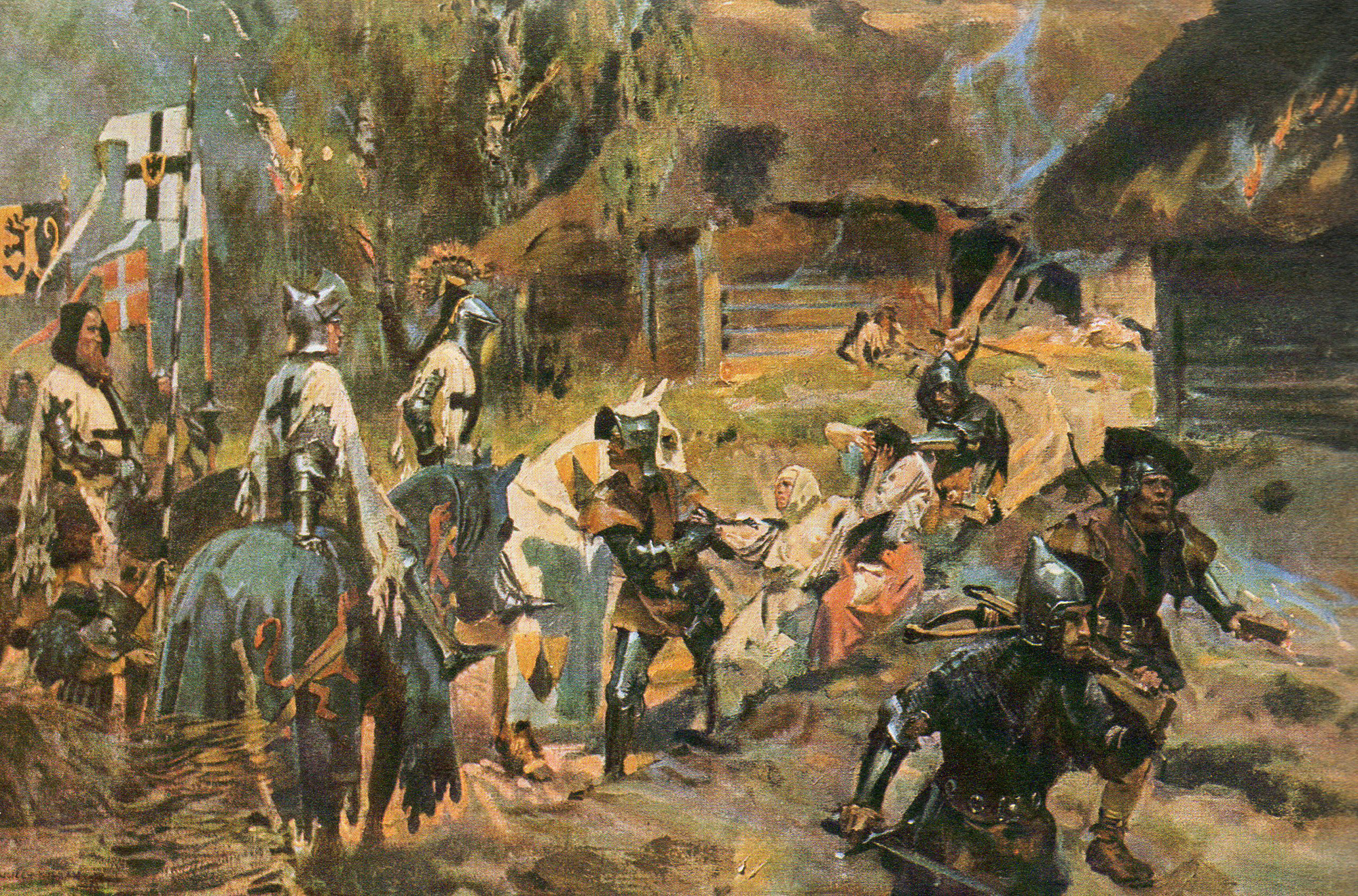
Войцех Коссак. «Апостолы тевтонцев» (1909)

После трёх дней стояния на поле, армия союзников начала двигаться к столице ордена, городу Мариенбургу (ныне — польский Мальборк). По пути они не встречали сопротивления — гарнизоны орденских городов сдавались один за другим, присягу польскому королю принесли в Хохенштейне, Остероде и Кристбурге. После Грюнвальдской битвы в Мариенбург с трехтысячным отрядом прибыл комтур города Свеце Генрих фон Плауэн, который возглавил оборону города. Помимо его отряда город обороняли бойцы, уцелевшие в Грюнвальде, небольшой замковый гарнизон и «корабельные дети» — матросы из Данцига, прибывшие с двоюродным братом Генриха фон Плауэна. Общее число обороняющихся в Мариенбурге оценивается в 4-5 тыс. человек. Польско-литовская армия насчитывала около 26 тысяч.
Основные силы прибыли к Мариенбургу 26 июля, за день до этого Генрих фон Плауэн велел сжечь внешний город за стенами Мариенбурга, чтобы расчистить поле боя и лишить противника потенциальных укрытий. Отличительной особенностью осады стало необъяснимое промедление польского короля, который несколько раз упускал возможности довести дело до конца, взяв замок. Последующие историки критиковали Владислава II Ягелло за «одну из величайших тактических ошибок в польско-литовской истории», а Павел Ясеница даже предположил, что Ягайло медлил умышленно — он понимал, что взятие Мариенбурга положит конец Тевтонскому ордену, а это серьёзно нарушит баланс между Польшей и Литвой, впрочем источниками данное положение не подтверждается (но и не опровергается).

В первый же день польские войска во главе с Якубом из Кобылян и Добеславом Олесницким заняли городские стены и оттеснили защитников Мариенбурга к замку. По сообщению Яна Длугоша, они могли воспользоваться проемом в замковой стене, который обороняющиеся не успели заделать, но король запретил им. После этого для осады были расставлены пушки, которых у польско-литовских сил было по разным оценкам от 30 до 75 штук. Поляки не ожидали продолжительной осады. Они были настолько уверены, что город быстро падет, что тевтонцам даже не запрещали общаться с их союзниками в Германии, Венгрии и Чехии. Генрих фон Плауэн эффективно этим воспользовался — он выделил средства на найм бойцов, а позднее получил письмо с обещанием поддержки от короля Германии Сигизмунда I Люксембурга с обещанием прислать помощь. В начале сентября, как только закончился срок перемирия между Великим княжеством Литовским и Ливонским ландмейстерством Тевтонского ордена, ливонцы отправили отряд в 500 человек на помощь Мариенбургу. Когда польскому королю предложили подкупить наемников в Мариенбурге, это предложение было отвергнуто как «недостойное рыцарской чести».

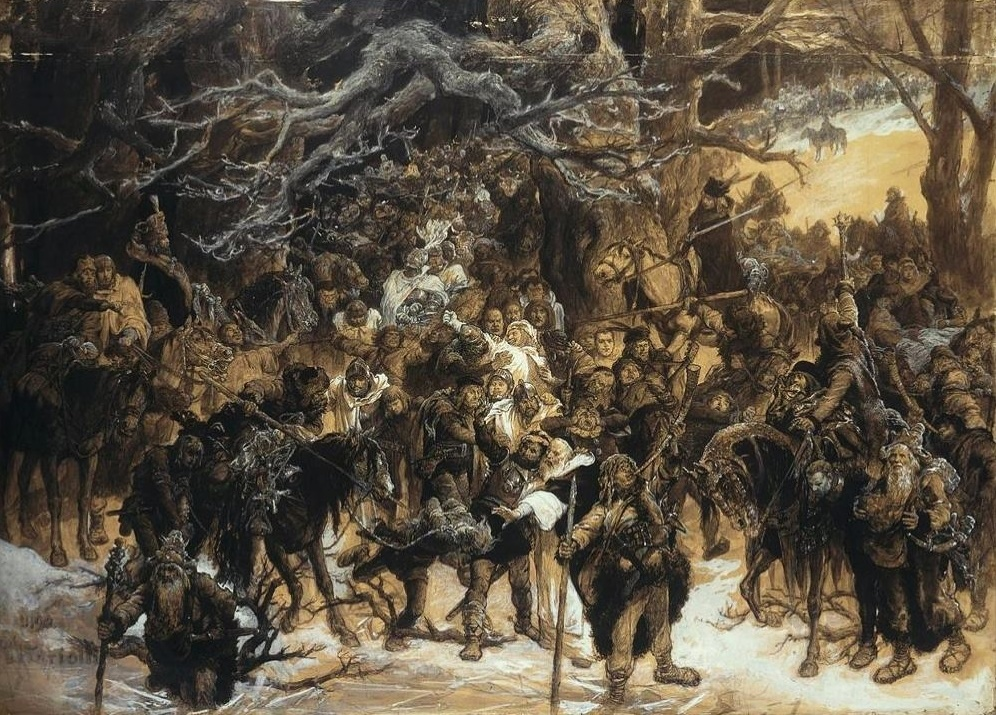
М. З. Андриолли «Возвращение литовцев» (1892 год)

Постепенно ситуация стала складываться не в пользу осаждающих: многие польские дворяне, недовольные долгой осадой, стремились поскорее вернуться домой, наемники требовали выплаты жалования, в войсках началась дизентерия, участились дезертирство и конфликты между поляками и литовцами. 8 (или 11) сентября Витовт приказал литовским войскам отступать, использовав дизентерию как повод. Следом за ним лагерь покинул и Земовит IV Плоцкий, князь Мазовецкий и вассал Польши. Многие польские дворяне, видя отступление союзных войск, также стали уезжать. На фоне происходящего Владислав II Ягелло получил известие о вторжении войск Сигизмунда I Люксембурга, союзника Тевтонского ордена, в южную Польшу.
19 сентября 1410 года осада была снята. Действия Генриха фон Плауэна спасли Мариенбург и весь Тевтонский орден от полного разгрома.

### Завершающий этап
В течение 14 дней после окончания осады войска Генриха фон Плауэна, преследовавшие поляков и литовцев, вернули контроль почти над всеми прусскими городами, ранее занятыми Ягайло — к концу октября под властью поляков оставалось лишь 4 замка. Параллельно с этим развернулись действия германских войск в южной части Польши — отряды короля Сигизмунда I Люксембурга под командованием венгерского полководца Сцибора из Сцибожице атаковали Новы-Сонч. На обратном пути венгерские отряды потерпели поражение под Бардеёвым от люблинского каштеляна Яна из Щекоцина.
Тем не менее Ягайло смог остановить тевтонское контрнаступление — 10 октября 1410 года он нанес ордену поражение в битве под Короновым, где попал в плен Михаэль Кюхмайстер. Последствия Грюнвальдской битвы для рыцарей были сокрушительными, речи о победе и переломе в войне не шло. Но и польско-литовские войска были измотаны. Начались мирные переговоры.

## Итог войны
В феврале 1411 года в городе Торунь Польша и Великое княжество Литовское заключили с Тевтонским орденом мирный договор, по которому орден возвращал все занятые ранее у Польши и Литвы территории и выплачивал контрибуцию, за Великим княжеством Литовским закреплялась Жемайтия. Польша в свою очередь обязалась вернуть ордену прусские земли и отпустить пленённых рыцарей.
Поражение ордена подтвердило важность объединения усилий народов в борьбе против агрессии. Литва и Польша остановили захватническую деятельность ордена в польско-литовских землях и облегчили положение псковских и новгородских земель. Исход Великой войны облегчил национально-освободительную борьбу в Центральной Европе.
Поражение ордена перераспределило баланс сил в Восточной Европе и ознаменовало восход польско-литовского союза до уровня доминирующей военно-политической силы в регионе.
Сама Грюнвальдская битва является одной из величайших битв Средневековья как по масштабам, так и по военно-политическим итогам. В отличие от локальных эпизодов противостояния агрессии крестоносцев, Грюнвальд стал стратегической победой славян и литовцев над тевтонцами. С этой битвы начался закат Ордена, бывшего на протяжении многих десятилетий главной военной силой Прибалтики.

## Великая война в литературе
Хотя в основу романа Генрика Сенкевича «Крестоносцы» легли события противостояния ягеллонской Польши с Тевтонским орденом, в заключительной части романа описана битва при Грюнвальде — кульминация как самого романа, так и всей Великой войны.